# Albert Schweitzer
Albert Schweitzer alias Oganga, avagy Nagy Fehér Varázsló (Kaysersberg, Németország (ma Franciaország) 1875. január 14. – Lambaréné, Gabon, 1965. szeptember 4.) elzászi német teológus, lelkész, filozófus, orgonaművész, tanár, orvos, Nobel-békedíjas (1952).

## Élete
1875-ben született Kaysersbergben, kevéssel azután, hogy a Német Birodalom annektálta Elzászt. Anyanyelve az elzászi német (alemann nyelvjárás) volt. Az irodalmi német nyelvet (felnémet) az iskolában sajátította el. Szülei házában a francia nyelv is jelen volt. Gyermekkorát Gunsbachban töltötte, ahol édesapja protestáns lelkipásztor volt. Kilencéves korától a parókia orgonáján játszott.
A középiskolát Mülhausenben végezte, ahol 1893-ban érettségizett. A strassburgi egyetemen kezdett tanulni teológiát és filozófiát, Párizsban pedig Charles-Marie Widor orgonaművésznél, a Szent Szulpicius-templom orgonistájánál orgonát. Majd 3 éven keresztül Párizsban és Berlinben folytatta filozófiai és teológiai tanulmányait. Ez utóbbi városban doktorált filozófiából, 1899-ben. Disszertációjának címe Kant vallásfilozófiája a Tiszta ész kritikája és a Vallás az értelem határain belül esszék alapján (Die Religionsphilosophie Kants von der Kritik der reinen Vernunft bis zur Religion innerhalb der Grenzen der blossen Vernunft). 1901-ben írta meg teológiai disszertációját Az utolsó vacsora különböző, egymástól eltérő, újabb kori történeti értékelésének kritikai bemutatása címen (Kritische Darstellung unterschiedlicher neuerer historischer Abendmahlsauffassungen). 1906-ban publikálta is. Tübingenben 1913-ban jelent meg átdolgozott kiadása A Jézus-élet-kutatás története címmel (Geschichte der Leben-Jesu-Forschung). 1902-ben habilitált evangélikus teológiából (A messiási titok és Krisztus szenvedésének misztériuma (Das Messianitäts- und Leidensgeheimnis), majd docensként működött az egyetemen és a Szent Miklós templom lelkészeként szolgált. Ő áldotta meg Theodor Heuss, a későbbi (első) NSZK-államelnök házasságát. 1905-ben jelent meg Johann Sebastian Bach című műve franciául, 1908-ban pedig egy új, német nyelvű Bach-monográfiát adott ki.
Politikai és vallási eszméi szembeállították kollégáival: a németbarát lelkészek nem kedvelték benne a liberálist, míg a liberális lelkészek nem kedvelték benne a németet. Mindennek a tetejébe, 1912-ben feleségül vette Helene Bresslaut, Harry Bresslau zsidó történész lányát. 

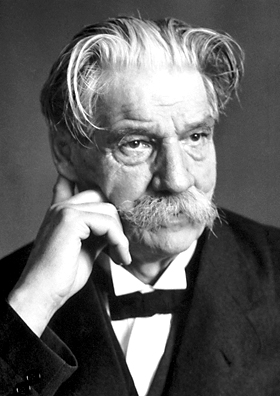
Albert Schweitzer (1952)

1905-ben, 30 évesen orvosi tanulmányokat kezdett Lüttichben (Liège) a párizsi evangélikus misszió önkéntes orvosokat kereső felhívására. A kormány külön engedélyével tudta ezt csak megtenni, mert már a strassburgi egyetem docense volt. 1912-ben avatták orvossá. 1913-ban írta meg orvosdoktori disszertációját Jézus pszichiátriai értékelése: ábrázolás és kritika címmel (Die psychiatrische Beurteilung Jesu: Darstellung und Kritik). Ebben azokkal a véleményekkel vitatkozott, amelyek aláássák Jézus lelki egészségét(en). 38 évesen és három diplomával a tarsolyában elindult Afrikába.
1913-ban kórházat alapított a francia Egyenlítői-Afrikában, a mai Gabonban. A francia hadsereg már 1914-ben, az első világháború kitörésekor házi őrizetbe vette őt és feleségét. 1917-ben kitoloncolták őket Afrikából, és fogolytáborba internálták Franciaországban (Bordeaux, Garaison, majd Saint-Rémy-de-Provence). 1918 júliusáig tartózkodtak a táborban. Ezt az időt arra használta fel Schweitzer, hogy kidolgozza etikai álláspontját, melynek központi gondolata a következő: „Élni akarok, de mások életének tiszteletben tartása mellett” (Az élet tisztelete). 
A háború végén visszatértek az immár Franciaországhoz csatolt Elzászba. Schweitzer megkapta a francia állampolgárságot, újra a Szent Miklós-templom lelkésze lett és a strassburgi kórházban orvosasszisztensként kezdett dolgozni. Nathan Söderblom svéd lutheránus püspök közbenjárásának köszönhetően Schweitzer előadásokat tartott Svédországban etikai meggyőződéséről, az élet tiszteletéről. Orgonahangversenyeket adott, a bevételekből fizette vissza adósságait, illetve gyűjtött pénzt az őserdei kórház újjáépítéséhez.
1924-ig Európában maradt, majd visszatért Afrikába, ahol újjáépítette és berendezte kórházát, alkalmassá téve több ezer afrikai beteg fogadására, akik közül háromszáz leprás volt. Gyakran visszatért Európába, hogy előadásokat tartson és orgonakoncerteket adjon, amelyekkel a pénzügyi hátteret biztosította.
A Pál apostol misztikája, az Indiai gondolkodók világszemlélete, és az Élet tisztelete című könyveivel vált világszerte ismertté az 1930-as években.
1939–1948 között Lambarénében maradt, mivel a második világháború miatt nem volt módja visszautazni Európába. 1948-ban tért vissza ismét, utána folytatta az oda-vissza utazgatást egészen 1965-ben bekövetkezett haláláig.
A második világháború utáni időkben számos kitüntetésben részesült. 1952-ben Nobel-békedíjat kapott. Az ünnepségen mondott beszédében elutasította a háborúkat, amikor Rotterdami Erasmust idézte: „A háború mindannyiunkat elembertelenít”. Az 1864-es Genfi egyezmények elfogadásával és a Nemzetközi Vöröskereszt megalakulásával úgy tűnt, hogy a „háborúkat humanizálták”. Emiatt az első világháborút kezdetben nem vették olyan komolyan az emberek, mint ahogy kellett volna.
Schweitzer unokahúgának fia volt Jean-Paul Sartre. A Franciaországban népszerűvé vált egzisztencializmust élete végéig elutasította.
Leánya, Rhena Schweitzer‑Miller (1919–2009) humanitárius tevékenységet folytatott. 
Albert Schweitzer Lambarénében hunyt el, 1965-ben.

## Filozófiája

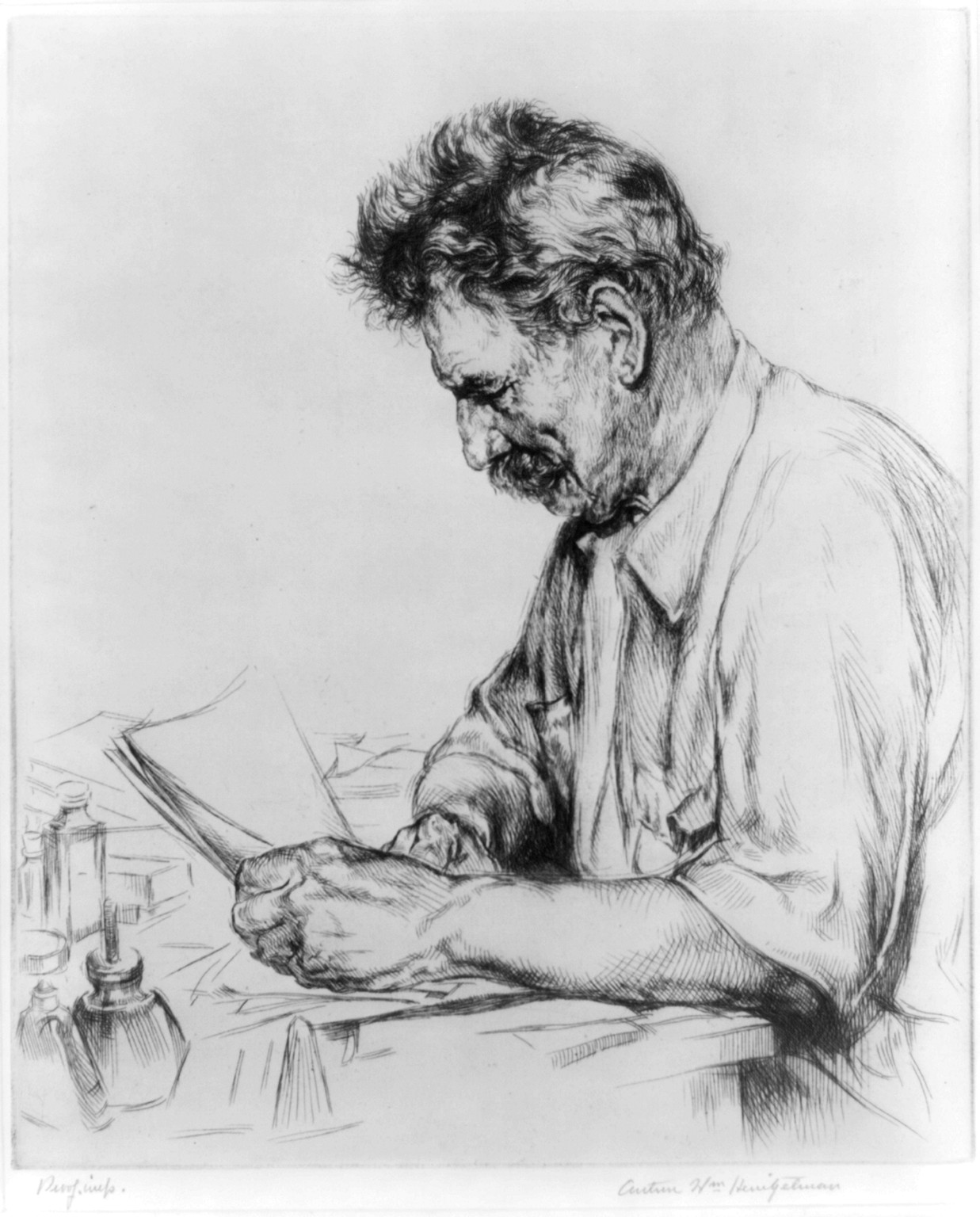
Albert Schweitzer (W. Heintzelmann rajza)

Schweitzer világnézete az élet tiszteletén alapult. Nézete szerint a nyugati civilizáció hanyatlóban van, mivel fokozatosan elhagyja etikai alapját – az élet igenlését. 
Szilárd meggyőződése volt, hogy az élet tisztelete a legmagasabb rendű alapelv, ezzel bevallottan ugyanazt az irányzatot képviselte, mint Lev Nyikolajevics Tolsztoj és Mahatma Gandhi. Néhányan Assisi Szent Ferenchez hasonlították, ami ellen nem tiltakozott.
Schweitzer véleménye szerint az élet és a szeretet ugyanazon az alapelven nyugszik: tisztelet az élet minden megnyilvánulása iránt és személyes szellemi kapcsolat a világmindenséggel. Ennek megfelelően, az etika abban áll, hogy minden egyes élőlénynek az élni akarását ugyanolyan tisztelettel kell fogadni, mint a sajátunkat.
Ahogy belépünk a világba, szörnyű dráma játszódik le: mindenki élni akar, és ha együtt nézzük ezeket az egyéni vágyakat, akkor egymással szembefordulnak. Csak a gondolkodó élet az, amely tudatában van a többiek élni akarásának és szolidaritást vállal vele. Ez azonban nem válik valóra, mert az emberi élet nem tud kiszabadulni abból a kényszerből, hogy más ellenében kell megélnie. De egy etikus lény igyekszik kiszabadulni ebből a szorításból, valahányszor csak alkalma nyílik rá.
Schweitzer egész életében az élet tiszteletének a védőügyvédje volt. Úgy vélte, hogy a felvilágosodás kora lezüllesztette saját magát, mert a gondolkodása nem volt elég megalapozott. Ezért az emberiség új reneszánszában és felvilágosodásában reménykedett. Egy olyan emberiségben hitt, amely sokkal mélyebben tudatában van a világegyetemben elfoglalt helyének.
Az élet tisztelete, amely a saját életakarás megismeréséből származik, oda vezeti az egyént, hogy életét más emberek és minden élő teremtmény szolgálatának szentelje. Schweitzer azzal vívta ki a tiszteletet, hogy ezt az elméletét a gyakorlatba is átültette.

## Társadalmi nézetei

Gabon, Lambaréne

Schweitzer úgy tekintette, hogy orvosi munkája a jézusi elhívásra adott válasz, de egyúttal szerény jóvátétel az európai gyarmatosítók történelmi bűneiért. „Ki tudná leírni azt az igazságtalanságot és kegyetlenséget, amelyeket (az afrikaiak) elszenvedtek az európaiak kezétől? … Ha egybegyűjtenék mindazt, ami történt a fehér és a színes fajok között, olyan könyv lenne belőle, amelynek számos oldala olvasatlan maradna, mert az olvasó átlapozná őket, lévén túl borzalmasak.”
Schweitzert néha azzal vádolták, hogy paternalista vagy gyarmatosító magatartást tanúsított az afrikaiakkal szemben. Például úgy vélte, hogy Gabon függetlensége túl korán következett be, megelőzve a megfelelő oktatást és a helyi körülményekhez való igazítást. Chinua Achebe elítélően idézte Schweitzer mondását, miszerint „Az afrikai valóban a testvérem, de a fiatalabb testvérem.” .
Schweitzer azt mondta, hogy a mai nyugati ember elvesztette az anyagi szabadságát, és majdnem teljesen megfosztódott a szellemi szabadságtól, s napról napra inkább megszűnik olyan embernek lenni, aki önmagához és a természethez tartozik. Az ember egyre gyakrabban adja el eszményeit.

## Nukleáris fegyverkezés
1952-től haláláig Albert Einsteinnel és Bertrand Russellel tiltakozott a nukleáris kísérletek és a nukleáris fegyverkezés ellen. 1954. április 14-én levelet küldött a londoni kiadású Daily Heraldnak: „A hidrogénbomba-robbantások következményei rendkívül aggasztóak. Szükségesnek tartom, hogy a világ hallgasson azoknak a tudósoknak a figyelmeztetésére, akik szakértői ennek a borzalmas problémának. Így hatni lehetne az emberekre, megértenék, felfognák azt a veszélyt amely fenyegeti őket”. Számos barátja, többek között Albert Einstein és Otto Hahn arra buzdította, hogy vesse latba tekintélyét az atomfegyverkezés elleni harcban. Először azzal utasította el a felkérést, hogy nem ismeri alaposan a témát. Azután tanulmányozni kezdte az atomfizika tudományos alapjait és az atomkísérletek hatásait. Levélben és személyesen is konzultált olyan szakemberekkel, mint Werner Heisenberg, Frédéric Joliot-Curie. Norman Cousins politikai újságírónak sikerült őt végleg meggyőznie. 1957. április 23-án az oslói rádióban felhívást intézett az emberiséghez. Beszéde világszerte érdeklődést keltett és 140 rádióállomás vette át. Még abban az évben egyik alapító tagja volt a SANE-nek (The Committee for a Sane Nuclear Policy = Bizottság a józan nukleáris politikáért). 1958. április 28-án, 29-én és 30-án Schweitzer újabb felhívásait olvasta fel a norvég rádióban Gunnar Jahn, a norvég Nobel-bizottság elnöke, A kísérleti robbantások beszüntetése, Az atomháború veszélye és a Legfelsőbb szintű tárgyalások címmel. Béke vagy atomháború címen jelentek meg nyomtatásban. Még az évben Otto Hahn és számos neves tudós mellett ő is aláírta az atomkísérletek elleni tiltakozó levelet. 1963-ban a légköri és tenger alatti atomkísérletek tilalmára vonatkozó szerződés aláírása után levélben gratulált John Fitzgerald Kennedynek és Nyikita Szergejevics Hruscsovnak azért, hogy „széles látókörről és bátorságról tettek tanúbizonyságot, amikor a békepolitikát választották”. De azért még ugyanebben az évben nyilvánosan tiltakozott a szerződésben továbbra is engedélyezett föld alatti atomrobbantások ellen.

## Schweitzer, az orgonaművész
Orgonaművészként a 20. században stílust teremtett Johann Sebastian Bach műveinek interpretálására. Ellenezte Bach műveinek túl gyors előadását, ami a Liszt-iskola hatására terjedt el a 19. század közepétől Németországban és Közép-Európában. A Bach-művek hagyományos francia előadásmódja valamint a Charles-Marie Widornál töltött évek megerősítették őt ebben a véleményében. Johann Nikolaus Forkel írta meg először Bach életrajzát, mely még közvetlenül fiaitól, Carl Philipp Emanueltől és Wilhelm Friedemanntól származó információkat tartalmazott, amelyek szerint Bach orgonaműveiből „árad az áhítat, az ünnepélyesség és a méltóság”. A zongoraművekkel ellentétben „monumentális és ünnepélyes” hangzásúak.
Lambarénében Schweitzer a trópusi éghajlatnak ellenálló, orgonapedálzattal ellátott zongorán gyakorolt koncertjeire, illetve hanglemezfelvételeire (Allhallows Barking-by-the Tower: London, 1935 december, Sainte-Aurélie Strasbourg 1936. október, Gunsbach 1950-es évek eleje).

## Az orgonaépítés teoretikusa

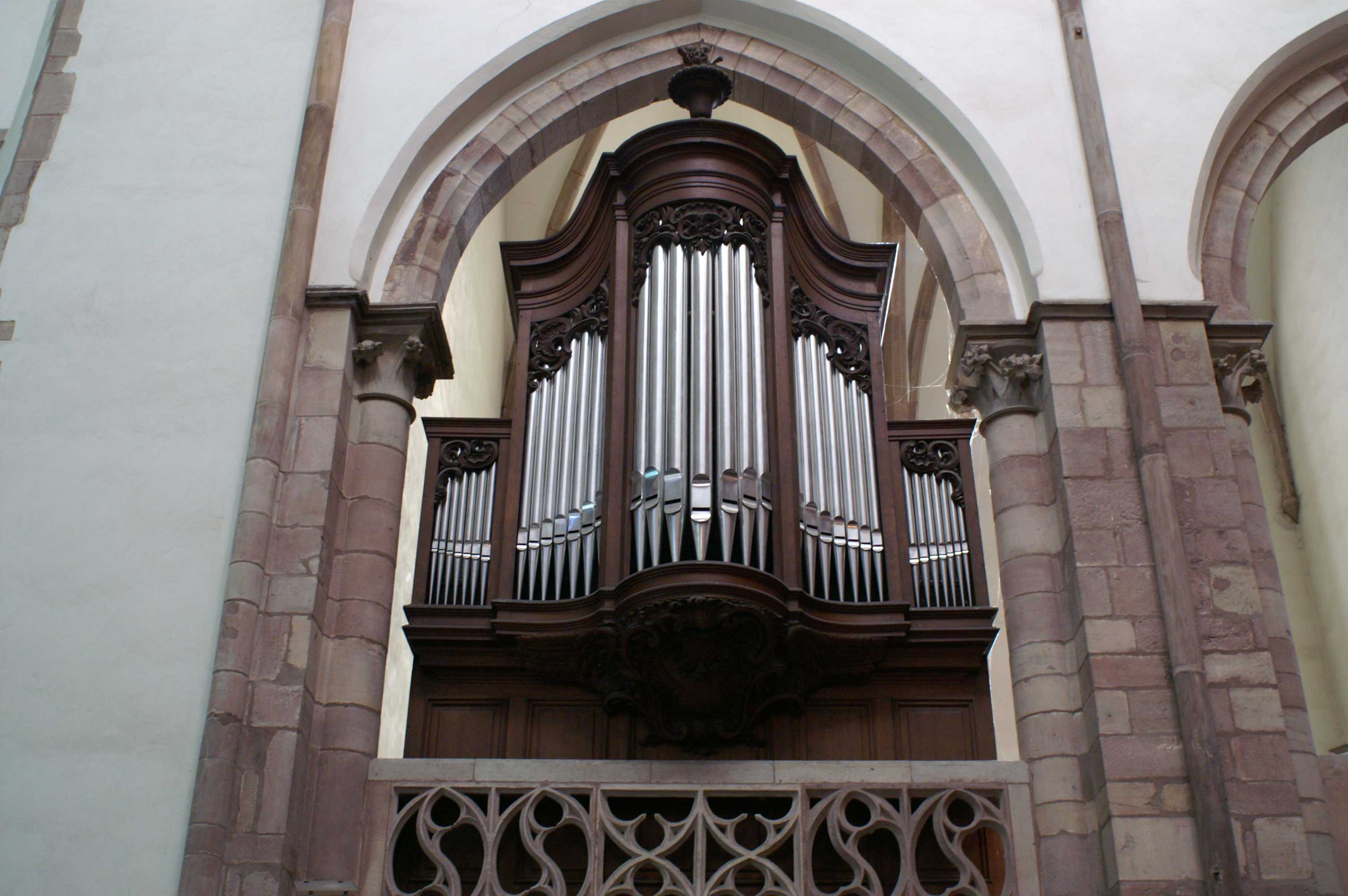
A Szent Tamás-templom (Strasbourg) orgonája

Az orgonaépítés megreformálására mozgalom indult elzászi-újnémet orgonareform néven, amely fellépett a kézzel épített értékes orgonák mellett. Az olcsó, iparilag tömegesen gyártott orgonáknál a technika fortélyaival leplezték a művészi hiányosságokat. Az első lépést Emile Rupp, Widor-tanítvány tette meg, 1899-ben. Schweitzer 1905-ben írta meg a Francia és német orgonaépítés és orgonaművészet c. tanulmányát a Die Musik folyóirat számára (67-90. és 139-154. o.). Az elzászi reformmozgalom vezető személyisége lett. 1909-ben értekezést írt az orgonaépítés szabályozásáról. Megemlítette, hogy a legjobb orgonák a 17. század és a 18. század hetvenes évei között épültek, amikor az orgonaépítő orgonaművész is volt. Schweitzer részt vett 1909-ben a Bécsi nemzetközi zenei társaság kongresszusán, melynek munkálatai nyomán megszületett Az orgonaépítés nemzetközi szabályzata.
A gunsbachi templom és a strassburgi Szent Tamás-templom orgonáját Schweitzer tervei alapján építették.

## Albert-Schweitzer-gyermekfalvak
A második világháború befejezése után falvakat hoztak létre Svájcban, Ausztriában és Németországban az árva és elhagyott gyermekek és fiatalok befogadására. 1957-ben Margarete Gutöhrlein megalapította az első Albert-Schweitzer-gyermekfalut Waldenburgban (Baden-Württemberg), melyet Schweitzer személyesen patronált. Ezt követően számos ilyen gyermekfalu jött létre Németországban.

## Hagyatéka
Schweitzer hagyatékának nagy részét a Zürichi Központi Könyvtárban helyezték letétbe az 1960-as években. Zürich kanton lottóalapjának segítségével, 2009-ben egymillió svájci frankért vásárolta meg a Könyvtár a teljes hagyatékot, ami 12 folyóméter iratot, jegyzeteket, beszédeket, kéziratokat és egyéb dokumentumokat tartalmaz. Schweitzer levelezésének nagy részét Gunsbachban őrzik, az Albert-Schweitzer-Központban. A zürichi könyvtárban fénymásolatban megtalálható ez a levelezési anyag. Rendkívüli kivételnek számít, hogy egy 20. századi személyiség majdnem teljes írásos hagyatékát egyetlen helyen őrzik.

## Művei

### Teológiai írásai
- Geschichte der Paulinischen Forschung von der Reformation bis auf die Gegenwart. Hildesheim, Olms, 2004 (Nachdruck der Ausgabe bei Mohr, Tübingen, 1911)
- Die Mystik des Apostels Paulus. Tübingen: Mohr, 1981 (Neudruck der 1. Auflage, 1930)
- Geschichte der Leben-Jesu-Forschung. 6. photomechanisch gedruckte Auflage, Tübingen: Mohr, 1951
- Geschichte der Leben-Jesu-Forschung. 9. Auflage, Tübingen: Mohr, 1984
- Das Abendmahl im Zusammenhang der Geschichte Jesu und der Geschichte des Urchristentums. Hildesheim: Olms, 1983 (Nachdruck der Ausgabe Tübingen 1901)
- Das Messianitäts- und Leidensgeheimnis: eine Skizze des Lebens Jesu, 1983
- Straßburger Predigten. München: Beck, 1986
- Das Christentum und die Weltreligionen. München: Beck, 1923

### Filozófiai írásai
- Die Ehrfurcht vor dem Leben – Grundtexte aus fünf Jahrzehnten. München: Beck, 1991 (6. Auflage)
- Die Weltanschauung der indischen Denker: Mystik und Ethik. München: Beck, 1987
- Die Religionsphilosophie Kants. Hildesheim: Olms, 1990 (zuerst Leipzig, Tübingen, 1899)
- Kulturphilosophie. Bd. 1: Verfall und Wiederaufbau der Kultur, Bd. 2. Kultur und Ethik. München: Beck, 1923
- Das Problem des Friedens in der heutigen Welt. München: Beck, 1955

### Zenetudományi értekezései
- Deutsche und Französische Orgelbaukunst und Orgelkunst. Faksimile-Nachdruck der Ausgabe Leipzig 1906 und des Nachwortes der 2. Aufl. 1927, Breitkopf & Härtel, Wiesbaden. ISBN 978-3-7651-0230-1
- Johann Sebastian Bach. 1908; Nachdruck Wiesbaden, Breitkopf und Härtel 1979. ISBN 3-7651-0034-X
- Zur Diskussion über Orgelbau. 1914; Hrsg. Erwin R. Jacobi. Verlag Merseburger, Berlin, 1977
- Der für Bachs Werke für Violine Solo erforderliche Geigenbogen. In: Bach – Gedenkschrift, Zürich, 1950

### Levelezése
- Albert Schweitzer/Fritz Buri: Existenzphilosophie und Christentum. Briefe 1935–1964. Eingeleitet, kommentiert und hrsg. von Andreas Urs Sommer. München, 2000 ISBN 3-406-46730-X

## Magyarul
- Orvos az őserdőben; ford. Klopstock Gizella, bev. Győrkovács László; Franklin Irodalmi és Nyomdai Rt., Bp., 1935[14]
- Életem és gondolataim; ford. Balassa Sándorné, a Bach-monográfia-részleteket Kenesei Sándor fordításának felhasználásával sajtó alá rend. Fischer Sándor; Gondolat, Bp., 1974
- Gyermekkorom és ifjúságom emlékeiből / Dani Lászlóː Albert Schweitzer, a diakónus; Református Zsinati Iroda, Bp., 1980
- Albert Schweitzer, az igehirdető / Strasbourgi igehirdetések / Mit cselekedjünk? Tizenkét igehirdetés erkölcsi kérdésekről / Két lambarénéi kórházi áhítat; ford. Zsigmond Gyula, Dani László; Református Zsinati Iroda, Bp., 1985
- Albert Schweitzer, a gondolkodó. Válogatás Albert Schweitzer műveiből; ford. Dani László, Zsigmond Gyula; Református Zsinati Iroda, Bp., 1989
- Az élet tisztelete. Albert Schweitzer szellemi öröksége Magyarországon; ford. Kőszegi Imre; TIT Budapesti Szervezete–Albert Schweitzer Magyarországi Barátainak Köre, Bp., 1989
- Az élet tisztelete. Életrajz, prédikációk, filozófiai írások, levelek Lambarénéből; szerk. Tenigl-Takács László, Danka Miklós, ford. Dani László, Balassa Klára; Ursus, Bp., 1999 (A cselekvés útja mint spirituális ösvény)
- Életem és gondolataim. Önéletrajzi írások / Az őserdő peremén / Levelek Lambarénéból, 1924–1927 / Johann Sebastian Bach. Részletek; ford. Balassa Klára, Kenesei Sándor; Etalon, Bp., 2010

## Érdekességek
- Rejtő Jenő kéziratban maradt, 2017-ben hagyatékból önálló kötetben közreadott Konzílium az őserdőben c., 1942 táján íródott kisregényének[15] kiindulása Schweitzer Orvos az őserdőben kötete volt. Az alapötleten túl több motívumegyezés, ill. tulajdonnevek hangzásmódjának hasonlósága jelzi ezt, ám Rejtő alaposan elrugaszkodott az alapanyagtól. A második világháború negyedik évében vélhetően a kisregénybe kódolt háborúellenesség is közrejátszott abban, hogy annak idején nem látott napvilágot. Az író munkásságában elfoglalt helyéről, a Schweitzer-vonatkozásokról bővebben lásd az utószót.[16]
- Schweitzer parodisztikus alakja egy a némafilmeket idéző jelenetsorban fölbukkan Tage Danielsson 1978-as kultmozijában:[17] Picasso kalandjai.